# Katrin Butt
Katrin Butt (Linz, Austria, 30 de septiembre de 1967) es una directora, actriz, de escena, cantante, autora y compositora austriaca.
Estudió diseño visual experimental en la universidad de arte de Linz y se graduó con Mag.art
Linz (Brucknerconservatorium Linz, Franz Schubert Konservatorium, Schule des Theaters..), trabajó como artista ella sus vídeos experimentales se mostraron en Ars Electronica ella la  ""Linzer Landesgalerie"" (con Gottfried Gusenbauer y Leo Schatzl)Ella estudió piano y canto jazz en la Universidad Bruckner de Linz y ha realizado varios cursos de interpretación. Ha actuado como cantante con su propia banda, incluyendo el grupo "10 saiten 1 bogen, con H. G. Gutternigg  de Russkaja, Ramsey Lewis, Dough Hammond, Constantin Luger y  Joe Zawinul, así como con un One Woman Show. (Theater Phönix, Kabarett Niedermaier, Theater am Schwarzenbergplatz etc.)En 1994, recibió el premio de la música en el Grazer Kleinkunstvogel. 
Ha producido tres CD (hiphop-pop).
Recibió el Premio de Literatura Gertrud Fussenegger 2023.
Katrin Butt es miembro de la "Grazer Autoren/Autorinnenvereinigung"(GAV).
Ella ha publicado varios libros, por ejemplo "Rauschen" (texto e imágenes) en 1991 publicado por Fehlinger (ahora Bacopa)                 
"Aus dem Dunkel" y "Licht" con "artfilmproductions". Por este texto recibió una beca del Ministerio Federal de Arte y Cultura de Austria. Parte de este texto se publicó en la revista literaria Litrobona en el verano de 2023. Obtuvo el segundo puesto en el Tagebuch B Poetryslam del Theater- Tag de Viena y el tercero en el Fomp Poetryslam Competition del Theater Spektakel (Viena).También ganó el concurso de canción Prix Edith Piaf en 2023.
En 2024 publicó The Book of Piggy Angels da una introducción al Libro de los Secretos de la Vida en artfilmproductions.
En 2019 fundó la compañía cinematográfica artfilmproductions y produjo  Películas en los que actuó y dirigió en su mayoría ella misma con actores y actrices conocidos como 
Johanna Mertinz, Volkstheater Wien, (Nominado al Premio Nestroy), (estrella de la televisión alemana) Isabella Hübner, Caroline Athanasiadis,  (ORF), Florentin Groll, (Ganador del Premio Nestroy), Doina Weber,(Ganadora del Premio de Cine Austriaco y del Premio de Comedia de Cine Alemán,Nominación Cámara de Oro y Premio Grimme),y Simona Sbaffi. Katrin Butt ganó, entre otros, los premios de cine: Mejor actriz del año ,premios internos de cine de Mumbai
Hollywood Sun Award/mejor actriz 
Premio Luis Buñuel a la mejor película. y sus películas se han proyectado en numerosos festivales de cine.
Katrin Butt ha actuado y sigue actuando como actriz en otras producciones cinematográficas, entre otras en la película Cranberry juice( Anni Novakovic), en la película "Happy" de Sandeep Kumar con Lilian Klebow y  Roland Düringer, e "Auf der Walz"(Constantin Film/ARD) y en la película americana "Trilogy" del director italiano "Bruno Pischiutta".  La película "Auf der Walz" ha sido nominada al Premio Jupiter 2026 en la categoría de mejor telefilme alemán.

#### Libros
- Rauschen (1993), Edition Fehlinger,    Textos y fotos artísticas (por Katrin Butt)
- Achtung!Stromschlag!Lebensgefahr!(2012)  Edition Engelberg,   Textos y fotos artísticas (por Katrin Butt)
- Aus dem Dunkel“ (2022) artfilmproductions
- Licht“ (2023) artfilmproductions,  Una no novela(con fotos artísticas de Katrin Butt)

• "Der Schweinchenengel gibt eine Einführung in das Buch der Geheimnisse des Lebens", (2024) artfilmproductions 

### Filmografía
- 2004: "Changes"(cortometraje experimental)(directora:Katrin Butt)
- 2021: "Cranberry juice"(directora: Ani Novakovic)
- 2021: "Mr. Trump celebrates Thanksgiving", artfilmproductions (directora: Katrin Butt)
- 2021: Mamá, todavía tenemos cortinas en el jardín "artfilmproductions" con Marion Rottenhofer.(directora: Katrin Butt)
- 2022: ¡El fútbol no es cosa de hombres!, artfilmproductions (cortometraje,directora: Katrin Butt)
- 2022: Retratos de artistas (documental|dirigido por Katrin Butt)
- 2022: "Ißt dich schön,mein Schatz!" directora: Katrin Butt)
- 2022: Camille video musical(directora,voz: Katrin Butt)
- 2022: Happy,(director: Sandeep Kumar|Cinema Film)
- 2023: Auf der Walz,(directora: Sybille Tafel/ARD)
- 2023: "Katzona"(Comedy)(directora: Katrin Butt)
- 2023: "Trilogy" (Televisión|

director: Bruno Pischiutta) con Sharon Lawrence